# Karboxylsyror

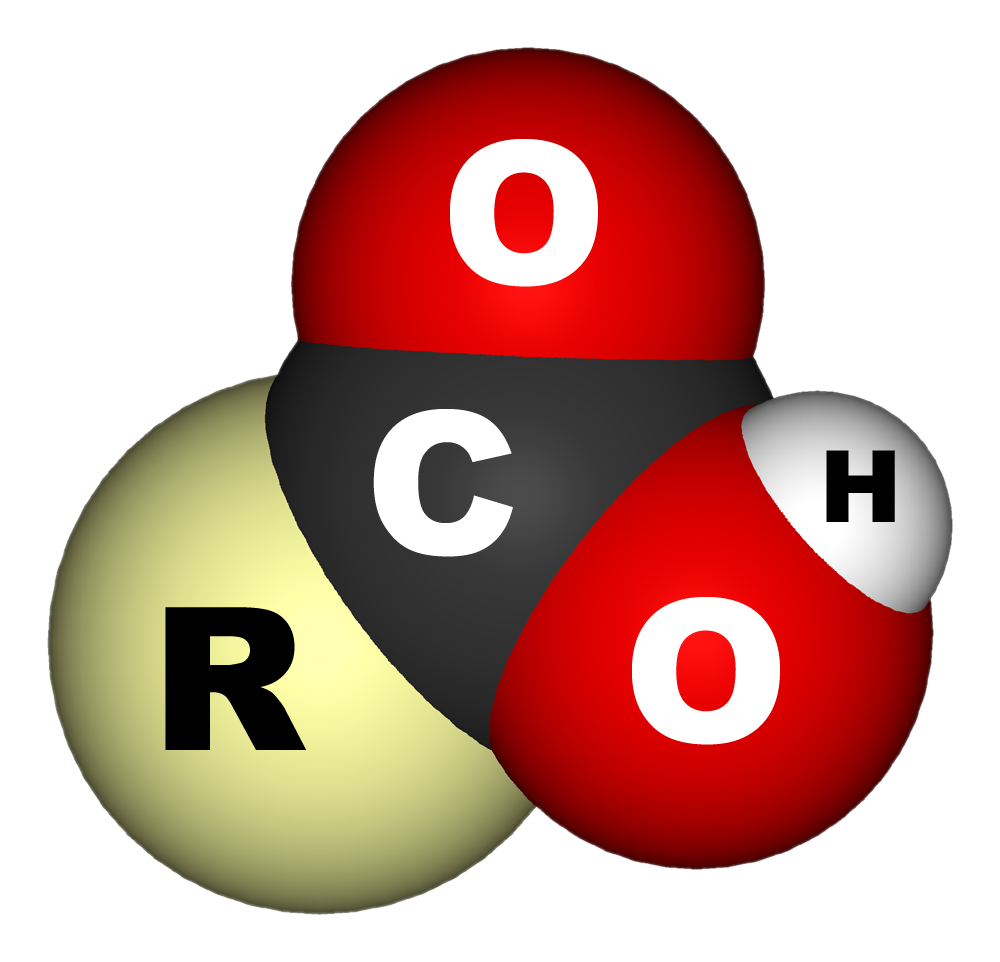
Atommodell av karboxylgrupp, "R" ingår inte i gruppen, utan representerar resten av molekylen - ofta en kolkedja.

Karboxylsyror är en stor grupp av organiska föreningar som innehåller en eller flera karboxylgrupper, -COOH. Dessa syrors styrka påverkas till stor del av hur resterande delen av molekylen är uppbyggd. Karboxylsyror är i allmänhet mycket svagare än oorganiska syror som till exempel saltsyra och svavelsyra, och endast ungefär 1 % av syramolekylerna är normalt protolyserade. Salter och anjoner av karboxylsyror kallas karboxylater. Karboxylsyror uppkommer oftast genom kraftig oxidation av en primär alkohol.
Den enklaste karboxylsyran är myrsyra - HCOOH, en enda väteatom med karboxylgrupp på. Ättikssyra med en kort kolkedja om två kolatomer är den näst enklaste - CH3COOH. Karboxylsyror vars molekyl utöver själva karboxylgruppen består av en kolkedja kallas alifatiska karboxylsyror. Sådana kan precis som alifatiska kolväten vara mättade eller omättade. Karboxylsyror namnges med ändelsen -syra. 

## Mättade karboxylsyror
- Myrsyra - metansyra, 1 kol(-atom)
- Ättiksyra - etansyra, 2 kol(-atomer)
- Propionsyra - propansyra, 3 kol(-atomer)
- Smörsyra - butansyra, 4 kol(-atomer)
- Valeriansyra - pentansyra, 5 kol(-atomer)
- Kapronsyra - hexansyra, 6 kol(-atomer)
- osv...

Från och med smörsyran, med en kolkedja om tre atomer, brukar de mättade karboxylsyrorna benämnas mättade fettsyror.

## Karboxylsyror i kropp och kost
Karboxylsyror finns i alla levande organismer och fyller där livsviktiga funktioner. Exempel är fettsyror, som ingår i vanligt fett, aminosyror som bygger upp proteiner. Fosfolipider, en nödvändig ingrediens i alla cellmembran, innehåller såväl fettsyror som fosforsyra. Vår mat innehåller med andra ord en stor mängd karboxylsyror, mest i form av fett. I mat kan även finnas t.ex. bensoesyra, det konserveringsmedel som även finns naturligt i lingon, och citronsyra som finns naturligt i citrusfrukter. Bägge säljs och används också som konserveringsmedel.

## Giftighet och hälsorisker
Den största hälsorisken med karboxylsyror utgörs ofta av deras låga pH, själva surheten. Oxalsyra finns i vissa livsmedel och är giftig i viss mån, men förekommer sällan i högre halter. Fettsyran erukasyra kan vara skadlig i större mängder under längre tid. De enklaste karboxylsyrorna, vars molekylvikt är lägst - myrsyra och ättiksyra - är mycket frätande när syran är koncentrerad. Mer ordentligt giftiga karboxylsyror är fenylättiksyra, klorättiksyra och fluorättiksyra.

## Exempel
Tabell över exempel på karboxylsyror, inklusive deras strukturformler och klassifikationer:
| alifatiska, mättade monokarboxylsyror            | Ättiksyra                  | Strukturformel för ättiksyra  | Smörsyra (en fettsyra)                   | Strukturformel för smörsyra      |
| alifatiska, omättade monokarboxylsyror           | Akrylsyra                  | Strukturformel för akrylsyra  | Oljesyra (en fettsyra)                   | Strukturformel för oljesyra      |
| alifatiska, mättade dikarboxylsyror              | Oxalsyra                   | Strukturformel för oxalsyra   | Bärnstenssyra                            | Strukturformel för bärnstenssyra |
| alifatiska, mättade trikarboxylsyror             | Citronsyra                 | Strukturformel för citronsyra |                                          |                                  |
| alifatiska, omättade dikarboxylsyror             | Fumarsyra                  | Strukturformel för fumarsyra  | Maleinsyra                               | Strukturformel för maleinsyra    |
| aromatiska karboxylsyror                         | Bensoesyra                 | Strukturformel för bensoesyra | Salicylsyra                              | Strukturformel för salicylsyra   |
| heterocykliska karboxylsyror                     | Niacin                     | Strukturformel för niacin     | Pyrrolidin-2-karboxylsyra (en aminosyra) | Strukturformel för prolin        |
| alifatiska, omättade, cykliska monokarboxylsyror | Abietinsyra (en hartssyra) | Abietinsäure                  |                                          |                                  |

## Exempel på andra karboxylsyror[2]
| Namn                       | Användningsområde |
| -------------------------- | --- |
| omättade monokarboxylsyror | akrylsyra (2-propensyra), {\displaystyle {\ce {CH2=CHCOOH}}}, används vid polymersyntes                                                                      |
| fettsyror                  | medel- till långkedjiga mättade och omättade monokarboxylsyror med ett jämnt antal kolatomer, t.ex dokosahexaensyra och eikosapentaensyra (näringstillskott) |
| aminosyror                 | byggstenar i proteiner |
| ketosyror                  | syror som innehåller en ketogrupp; t.ex acetoättiksyra och pyrodruvsyra                                                                                      |
| dikarboxylsyror            | innehåller två karboxylgrupper, t.ex adipinsyra, monomerer som används för att producera nylon och aldarinsyra - en grupp av sockersyror                     |
| trikarboxylsyror           | innehåller tre karboxylgrupper, t.ex citronsyra - finns i citrusfrukter och isocitronsyra                                                                    |
| alfahydroxisyror           | innehåller en hydroxigrupp i den första positionen, t.ex glycerolsyra, glykolsyra och mjölksyra                                                              |
| betahydroxisyror           | innehåller en hydroxigrupp i den andra positionen |
| omega-hydroxisyror         | innehåller en hydroxigrupp bortom den första eller andra positionen                                                                                          |